# Liolaemus anqapuka
Liolaemus anqapuka — вид ящірок з родини Liolaemidae. Описаний у 2020 році.

## Назва
Видова назва anqapuka з мови кечуа перекладається як «синьо-червоний».

## Спосіб життя
Мешкає в посушливих середовищах, характерних для пустелі півдня Перу, з піщано-кам'янистими субстратами та невеликим схилом, сезонною трав'янистою рослинністю, колоноподібними та повзучими кактусами. Цей вид також населяє сектори без рослинності. Він знаходить притулок під камінням, у норах, що оточують коріння невеликих кущів, лежачих кактусів, а також у порожнинах під землею або в затверділому піску.